# Trochus Island
Trochus Island är en ö i Australien. Den ligger i delstaten Queensland, omkring 2 100 kilometer nordväst om delstatshuvudstaden Brisbane. Arean är 2,4 kvadratkilometer. Den sträcker sig 1,5 kilometer i nord-sydlig riktning, och 2,0 kilometer i öst-västlig riktning.
Trakten runt Trochus Island består huvudsakligen av våtmarker. Runt Trochus Island är det mycket glesbefolkat, med 5 invånare per kvadratkilometer. Savannklimat råder i trakten. Genomsnittlig årsnederbörd är 1 553 millimeter. Den regnigaste månaden är januari, med i genomsnitt 463 mm nederbörd, och den torraste är september, med 6 mm nederbörd.